# Lyle Odelein
Lyle Theodore Odelein (* 21. Juli 1968 in Quill Lake, Saskatchewan) ist ein ehemaliger kanadischer Eishockeyspieler, der während seiner Karriere insgesamt 1.142 Partien für die Canadiens de Montréal, New Jersey Devils, Phoenix Coyotes, Columbus Blue Jackets, Chicago Blackhawks, Dallas Stars, Florida Panthers und Pittsburgh Penguins in der National Hockey League bestritt. Seine Brüder Selmar und Lee waren ebenfalls professionelle Eishockeyspieler.

## Karriere
Odelein begann seine Juniorenkarriere in der Saison 1984/85 bei den Regina Pat Canadians in der Saskatchewan Midget Hockey League. Dort erzielte er in 26 Spielen 25 Scorerpunkte und erhielt 30 Strafminuten. Anschließend wechselte der damals mit Qualitäten in der Offensive bestückte, aber physisch hart spielende Verteidiger zu den Moose Jaw Warriors in die Western Hockey League. Nach seiner ersten Spielzeit in der WHL, in der er in 67 Spielen 46 Punkte erzielt hatte, wurde der 17-Jährige im NHL Entry Draft 1986 in der siebten Runde an 141. Stelle von den Canadiens de Montréal aus der National Hockey League ausgewählt. Odelein verblieb noch zwei weitere Jahre in Moose Jaw und steigerte seine Punktausbeute zunächst auf 59 in ebenso vielen Spielen. Darauf folgte seine dritte und letzte Spielzeit bei den Junioren mit 58 Scorerpunkten in 63 Partien.
Im Sommer 1988 wechselte der Kanadier schließlich im Alter von 20 Jahren in den Profibereich. Die Montréal Canadiens setzten ihn in der Saison 1988/89 zunächst zu gleichen Teilen bei den Peoria Rivermen in der International Hockey League und den Canadiens de Sherbrooke in der American Hockey League ein. Während die 36 Spiele mit zehn Punkten seine einzigen in der IHL im weiteren Verlauf seiner Karriere bleiben sollten, gesellten sich zu den 33 Spielen für die Canadiens in der AHL in der Spielzeit 1988/89 noch weitere 68 in der Saison 1989/90 hinzu. In 116 Spielen erzielte er 51 Punkte sowie 469 Strafminuten. Am erfolgreichsten waren dabei die Play-offs 1990, als er in zwölf Spielen auf alleine elf Punkte kam.
Mit Beginn der Saison 1989/90 gehörte der Abwehrspieler partiell zum NHL-Kader der Canadiens de Montréal. Im namhaften Defensivaufgebot, das unter anderem Craig Ludwig, Chris Chelios und Petr Svoboda umfasste, kam Odelein aber auf lediglich acht Einsätze. Dabei gelangen ihm zwei Vorlagen zu Toren. In der folgenden Spielzeit erhöhten sich seine Einsätze erheblich. Der inzwischen hauptsächlich defensiv agierende Verteidiger spielte inklusive der Play-offs 64-mal, bereitete wie im Vorjahr aber ebenfalls zwei Tore vor. Das Spieljahr 1991/92 wartete dann mit seinem ersten NHL-Tor und einer neuen Bestmarke von acht Punkten auf, ehe in der Saison 1992/93 der Höhepunkt der Karriere des Verteidigers folgte. Die Canadiens gewannen durch einen 4:1-Finalseriensieg über die Los Angeles Kings den Stanley Cup. Odelein steigerte in der regulären Saison seine Punktausbeute auf 16 und wies mit einer Plus/Minus-Bilanz von +35 die beste des gesamten Teams auf. In der Spielzeit 1993/94 stellte der Verteidiger schließlich auch Karrierebestmarken in den Kategorien Tore, Vorlagen, Punkte und Strafminuten auf. Er erzielte elf Tore, bereitete 29 vor, kam so auf 40 Scorerpunkte und verbrachte 276 Minuten auf der Strafbank.
Nach zwei weiteren Jahren in der franko-kanadischen Metropole endete seine Zeit bei den Canadiens am 22. August 1996, als er im Austausch für Stürmer Stéphane Richer an den Ligakonkurrenten New Jersey Devils abgegeben wurde. Bei den Devils verbrachte der Kanadier dreieinhalb konstante Jahre mit besseren Punktausbeuten und Plus/Minus-Bilanzen als in seinen letzten zwei Jahren in Montréal. Mit dem Wechsel für Deron Quint und ein Drittrunden-Wahlrecht im NHL Entry Draft 2001 am 7. März 2000 begann für den Abwehrspieler eine Zeit mit vielen Vereinswechseln.
Nur 21 Spiele bestritt Odelein zwischen März und April 2000, da er sich im Anschluss an die Saison auf keinen neuen Vertrag mit dem Franchise aus dem Bundesstaat Arizona einigen konnte und diese ihn so ungeschützt in den NHL Expansion Draft 2000 schickten. Dort wählte ihn das neu gegründete Team der Columbus Blue Jackets aus. Mit der Erfahrung von elf NHL-Spielzeiten ernannte das Management den Verteidiger schließlich zum ersten Mannschaftskapitän des Franchises. Mit 17 Punkten in der Saison 2000/01 und 16 in der Spielzeit 2001/02 zeigte Odelein zwar die geforderten Führungsqualitäten in der Offensive, Plus/Minus-Bilanzen von −16 und −28 erwogen die Vereinsführung aber dazu, ihn am 19. März 2002 für den Tschechen Jaroslav Špaček und ein Zweitrunden-Wahlrecht im NHL Entry Draft 2003 an die Chicago Blackhawks abzugeben. Odelein blieb allerdings nur ein Jahr in Chicago, da die Blackhawks ihn am 10. März 2003 für den Finnen Sami Helenius und ein Siebtrunden-Wahlrecht im NHL Entry Draft 2004 zu den Dallas Stars abgaben. Nach lediglich fünf Spielen für Dallas wurde Odelein zu einem sogenannten Unrestricted Free Agent und nahm im Sommer 2003 ein Vertragsangebot der Florida Panthers an. Für diese absolvierte er die folgende Spielzeit, die seine erste sein sollte, in der er alle Spiele seines Teams absolvierte.
Nach einem Jahr Pause vom Eishockey durch den streikbedingten Ausfall der NHL-Saison 2004/05 wechselte der Kanadier schließlich zum achten und letzten NHL-Team seiner Karriere. Am 2. September 2005 unterzeichnete er einen Vertrag bei den Pittsburgh Penguins. Nach 27 Spielen, die zugleich seine letzten in der NHL sein sollten, beendete er die Saison aufgrund einer Knieverletzung und kehrte nicht wieder in die Liga zurück.

### International
Odelein vertrat sein Heimatland lediglich beim World Cup of Hockey 1996 auf internationaler Ebene. Der Defensivspezialist kam im Verlauf des Turniers in zwei der acht Partien des kanadischen Teams zum Einsatz. Dabei blieb er punktlos und erhielt auch keine Strafminuten. Kanada erreichte am Ende des Wettbewerbs den zweiten Platz, nachdem es in den drei Spielen der Finalserie den Vereinigten Staaten zweimal unterlegen war.

## Erfolge und Auszeichnungen
- 1993 Stanley-Cup-Gewinn mit den Canadiens de Montréal
- 1996 Zweiter Platz beim World Cup of Hockey

## Karrierestatistik

### International
Vertrat Kanada bei:
- World Cup of Hockey 1996

(Legende zur Spielerstatistik: Sp oder GP = absolvierte Spiele; T oder G = erzielte Tore; V oder A = erzielte Assists; Pkt oder Pts = erzielte Scorerpunkte; SM oder PIM = erhaltene Strafminuten; +/− = Plus/Minus-Bilanz; PP = erzielte Überzahltore; SH = erzielte Unterzahltore; GW = erzielte Siegtore; 1 Play-downs/Relegation; Kursiv: Statistik nicht vollständig)